# Maha Vajiralongkorn
Maha Vajiralongkorn, król Rama X (ur. 28 lipca 1952 w Bangkoku) – od 2016 król Tajlandii, jedyny syn Bhumibola Adulyadeja.
Jest najbogatszym monarchą na świecie, z majątkiem szacowanym na 30 miliardów dolarów.

## Życiorys

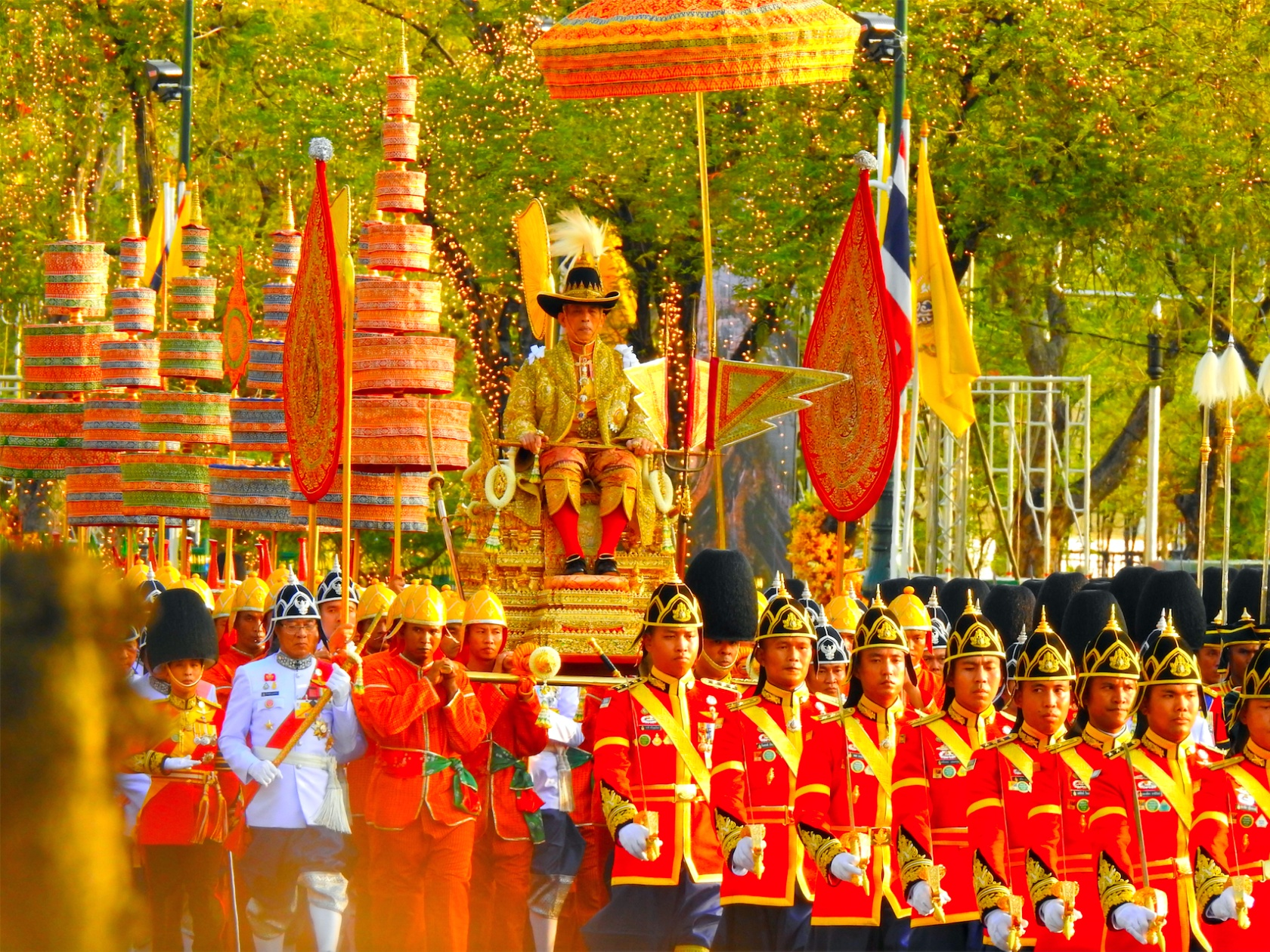
Król podczas koronacji, 6 maja 2019

W wieku 20 lat Vajiralongkorn został przeznaczony do objęcia tronu w przyszłości. Ukończył Royal Military College w Canberze w Australii, a następnie został oficerem w tajskiej armii. Szkolił się razem z wojskami amerykańskimi, brytyjskimi i australijskimi. Uzyskał kwalifikację pilota wojskowego i pilota helikoptera. Brał udział w operacji wojskowej przeciw Komunistycznej Partii Tajlandii w latach 70. oraz operacjach przygranicznych w czasie rządów w Kambodży Czerwonych Khmerów.
W czasie służby w wojsku na rok przerwał szkolenie, by udać się do klasztoru buddyjskiego, zgodnie z tajskim zwyczajem.
50 dni po śmierci ojca Bhumibola Adulyadeja (Ramy IX), 1 grudnia 2016 został królem Tajlandii i przybrał imię Ramy X. Został koronowany 4 maja 2019 roku.
Większość dni w roku spędza w Niemczech. Przed objęciem tronu mieszkał na stałe w Monachium. Jest właścicielem kilku nieruchomości w Bawarii, w tym zabytkowej Villi Stolberg w Tutzing oraz rezydencji w Feldfaing na jeziorem Stranberg. Podczas pandemii COVID-19 w marcu 2020 wynajął dla siebie i swojej służby Grand Hotel Sonnenbichl w Garmisch-Partenkirchen. Kontrowersje wywołuje fakt podejmowania decyzji i wydawania dekretów oraz depesz dyplomatycznych podczas pobytu poza granicami Tajlandii.

## Życie prywatne
Vajiralongkorn był czterokrotnie żonaty. W 1977 roku ożenił się z księżniczką Soamsavali Kitiyakara, z którą doczekał się w roku następnym jednej córki.
Pod koniec lat 70. rozpoczął związek z drugą kobietą, Sucharinee Polpraseth, mimo iż nie uzyskał rozwodu z żoną. Z Sucharinee miał czterech synów i jedną córkę. Rozwód uzyskał dopiero w lipcu 1993 roku, w kwietniu 1994 roku oficjalnie poślubił Sucharinee. Ich małżeństwo zakończyło się w 1996 roku, a Sucharinee wyjechała wraz z dziećmi do Wielkiej Brytanii, a następnie do USA.
Vajiralongkorn ożenił się po raz trzeci 10 lutego 2001 z Sirasmi Akharaphongpreecha. Ich małżeństwo nie było ujawniane publicznie aż do początku 2005 roku. 29 kwietnia 2005 na świat przyszedł syn Vajiralongkorna, książę Dipangkorn Rasmijoti, który w przyszłości prawdopodobnie obejmie tron po ojcu. Rozwiódł się w 2014 roku.
1 maja 2019 ożenił się po raz czwarty, z Suthidą Na Ayudhą, z którą był od trzech lat w nieoficjalnym związku.

## Odznaczenia
Odznaczony m.in. duńskim Orderem Słonia w 2001 roku.